# Mańkówka (rejon berszadzki)
Mańkówka (ukr. Маньківка) – wieś na Ukrainie w rejonie berszadzkim, obwodu winnickiego, na wschodnim Podolu.
W czasach I Rzeczypospolitej wieś leżała w województwie bracławskim w prowincji małopolskiej Korony Królestwa Polskiego. W 1789 była prywatną wsią należącą do Moszyńskich. Odpadła od Polski w wyniku II rozbioru.

## Willa
W miejscowości Mańkowo, pow. bałcki, znajdował się dwukondygnacyjny pałac-dom w stylu willi włoskiej, wybudowany przed 1888 r. (pod koniec XIX w.) przez Aleksandra Mańkowskiego (1855-1924) na gruntach posiadłości Słobodzieje, odziedziczonej po Sulatyckich.